# Нелинейность (компьютерные игры)

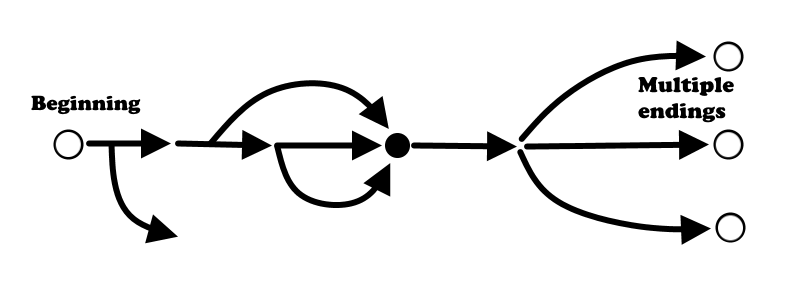
Нелинейный сюжет игры

Нелинейность (англ. nonlinearity) геймплея в компьютерных играх описывает набор заданий, которые игрок может выполнять в разных последовательностях. Игрок может выбрать (или даже ему могут встретиться) только некоторые из возможных заданий, притом эти задания игрок может выполнять в разном порядке. Обычно в нелинейных играх игроку предоставляется больше свободы действий, нежели в линейных. Например, в нелинейной игре для ее завершения игрок может выполнять разные последовательности заданий, в игре может присутствовать выбор способа достижения победы, несколько типов победы, а также побочные задания и сюжеты. В некоторых играх присутствуют как нелинейные, так и линейные элементы. В других играх реализован режим «песочницы», в котором игрок может исследовать окружающий открытый мир независимо от основной цели игры, если таковая вообще в игре существует.
Линейность (англ. linearity) — обратный нелинейности термин, описывающий последовательность событий и действий, требуемых для завершения игры или уровня. Нелинейные игры снимают игрока с «рельсов» линейности и используют преимущества интерактивной природы игр — игрокам больше не нужно следовать одному предопределённому пути от старта до финиша. В таких играх игроки вынуждены делать значимые выборы, влияющие на геймплей и сюжет. Важной составляющей нелинейной игры являются множественные концовки.
В значительной степени нелинейная игра может быть описана как неограниченная или как песочница, однако такое употребление последнего термина некорректно, поскольку он характеризует отсутствие «правильного способа игры» для достижения победы. Был ли такой замысел или нет, общим следствием неограниченности геймплея является эмерджентный геймплей.

## Разветвление сюжетных линий
В играх с линейным сюжетом игрок не может изменить ход истории или ее концовку. Линейная структура сюжета используется во многих играх, что сближает их с другими формами художественного вымысла. Тем не менее, общей чертой таких игр является интерактивное изложение, то есть для продвижения по сюжету игрок должен взаимодействовать с чем-то. Так же в этих играх может использоваться нелинейное изложение, при котором события представляются не в хронологическом порядке. Во многих играх игроку предлагается преждевременная концовка когда выполнение цели становится невозможным, однако это скорее помехи для игрока, нежели настоящие концовки. Даже в играх с линейным сюжетом игрок по ходу движения к цели должен взаимодействовать с игровым миром, выполняя при этом разнообразные действия.
В некоторых играх представлены разные концовки для усиления драматического эффекта морального выбора, предлагаемого игрой; эта особенность встречается даже среди ранних игр. Однако, в некоторых играх присутствует не только небольшая вариативность, ведущая к особым концовкам, но и разветвление сюжетных линий, известное как интерактивное изложение, при котором игрок может оказывать влияние на важные точки игры. В некоторых случаях игроку будет предлагаться выбор, какой сюжетной линии должен следовать игровой процесс, в других случаях эта линия будет выбираться в зависимости от степени успеха или провала игрока в выполнении особого задания. Например, в ролевых играх серии Fallout от Black Isle Studios представлено большое количество заданий, причем действия игрока предопределяют развитие сюжета независимо от основной цели. Игрок может полностью ликвидировать некоторых персонажей в виртуальном мире. В зависимости от того, будет ли он это делать, изменяется количество и тип доступных заданий для продолжения игры. Эффекты от принятых решений могут проявляться не сразу. Ветви сюжета могут разделяться и соединяться в различных местах игры, однако возврат возможен редко. Некоторые игры также допускают изменение начальной точки, реализация этого может быть осуществлена через экран выбора персонажа.
Несмотря на эксперименты с различными механизмами рассказа нелинейного сюжета в 1990-х годах, в целом игровая индустрия вернулась к линейным сюжетам. Создание линейного сюжета занимает меньше времени и требует меньшего бюджета, поскольку в игре присутствует только одна последовательность событий и не требуется учитывать какие-либо существенные отклонения. Например, несколько игр серии Wing Commander предлагали разветвляющийся сюжет, но в конечном итоге от них отказались из-за дороговизны. Без надлежащего тестирования нелинейные сюжеты увеличивают шансы появления багов или несуразностей, несмотря на то что они предоставляют игрокам больше свободы. Некоторые игроки отрицательно отзываются о разветвляющихся сюжетах, поскольку для них сложно и утомительно всесторонне исследовать весь контент игры. Существует компромисс между линейными и разветвляющимися сюжетами. В таких играх сюжет разветвляется, а впоследствии соединяется в единую сюжетную линию. В этих играх сюжет разветвляется, а потом сталкивается с неким необходимым событием. Это создает впечатление нелинейного сюжета посредством использования нелинейного изложения, но без интерактивного изложения. Это часто используется в графических приключенческих играх.
Истинно нелинейный сюжет может быть создан только действиями игрока, ввиду чего создание вызова для игрока представляет сложность. Поэтому в играх с истинно нелинейным геймплеем присутствует весьма редуцированный сюжет или он отсутствует вовсе. В игре Façade, которую часто называют «интерактивной драмой», присутствует большое количество разветвляющихся сюжетных линий, которые задаются посредством ввода текста игроком, который основывается на игровой ситуации, однако в игре содержится ряд возможных реакций, что вызвано ограничениями программирования. Таким образом, игра не является полностью нелинейной.

### Визуальные романы
Разветвляющиеся сюжетные линии — часто встречающееся явление в визуальных романах, которые являются поджанром приключенческих игр. В визуальных романах часто используются многократно разветвляющиеся сюжетные линии, которые оканчиваются большим числом разных концовок, что дает нелинейную свободу выбора на всем протяжении игры. Точки принятия решения в визуальных романах часто представлены как выбор хода событий во время игры, что приводит к множеству разнообразных результатов. Визуальные романы имеют наибольшую популярность в Восточной Азии и, особенно, в Японии, где они составляют порядка 70 % изданных здесь игр для PC. Одним из примеров можно назвать получившую многочисленные похвалы игру Nine Hours, Nine Persons, Nine Doors, где почти каждое действие и выбор в диалогах может вести к полностью новой сюжетной линии и концовке. Каждая сюжетная линия описывает лишь отдельные аспекты общего сюжета, о котором игрок может получить представление только посредством многократной игры и прохождения по разным сюжетным линиям.
Системы морального выбора довольно редки в визуальных романах. Известным примером является игра School Days 2005 года, представляющая собой анимированный визуальный роман, который описан Kotaku как идущий дальше типичных «систем выбора между белым и черным» (что относится к компьютерным играм наподобие Mass Effect, Fallout 3 и BioShock), в которых вы «выбираете сторону и остаетесь на ней», оставляя при этом «огромные промежуточные пространства неисследованными». Вместо этого в School Days игрока подталкивают исследовать «серые», нейтральные и промежуточные пространства, чтобы увидеть больше интересных, «плохих» концовок.
Также редким для визуальных романов является наличие множества протагонистов, имеющих разные взгляды на сюжет. Игра 1995 года EVE Burst Error от C's Ware ввела в жанр уникальный поворот, позволяющий игроку переключаться между двумя протагонистами в любой момент игры, вместо типичной для жанра игры по сценарию одного протагониста с последующей игрой по сценарию другого. В EVE Burst Error от игрока часто требуется обеспечить взаимодействие двух протагонистов в разных точках игры, при этом выбор при игре за одного персонажа влияет на другого. Fate/stay night является другим примером игры с разными взглядами на сюжет. В романах от компании Spike Chunsoft наподобие Machi 1998 года или 428: Shibuya Scramble 2008 года эта концепция проработана глубже. В них игрок может переключаться между взглядами нескольких персонажей и делать выбор, который будет иметь последствия для других персонажей. В частности, в игре 428 присутствует до 85-и различных возможных концовок.
Другой подход к изложению нелинейного сюжета можно увидеть на примере игры Cosmology of Kyoto. В игре отсутствует общий сюжет, однако вместо него присутствуют сюжетные фрагменты и ситуации, представленные в нелинейном виде,  происходящие, когда игровой персонаж, странствуя по городу, встречает различных неигровых персонажей. Эти фрагменты перекрестно связаны в энциклопедии, предоставляющей информацию о предпосылках, различных историях, ситуациях и информацию, относящуюся к различным локациям, по мере продвижения по сюжету и по мере того как протагонист встречает различных персонажей в разных локациях. Это предоставляет игрокам достаточно свободы для того, чтобы экспериментировать с игрой, например, используя игру как ресурс для кампании собственной ролевой игры.

### Ролевые игры
Разветвляющиеся сюжетные линии широко представлены в компьютерных ролевых играх. Ранним примером этого является изданная в 1999 году ролевая игра в фэнтезийном сеттинге Might and Magic VII: For Blood and Honor, в которой игроки должны выбрать сторону света или тьмы. При этом темная сторона пытается уничтожить мир Энрот (англ. Enroth), а светлая сторона — сохранить его. Выбор игрока определяет то, какие именно уровни «великого мастерства» (англ. grandmaster levels) будут доступны персонажу, и какие задания он должен будет выполнять в последующей части игры. До этого игрок уже делал выбор стороны в пограничном конфликте, поддержав эльфов, людей или сохранив нейтралитет. Это влияет на флаг, поднятый над Замком Хармондэйл (англ. Castle Harmondale), и на некоторые задания, но не влияет на общую концовку.
Другим примером является игра Fallout: New Vegas от Obsidian Entertainment, в которой решения игрока оказывают влияние на то, какая из трех группировок получит контроль над областью, окружающей пост-апокалиптический Лас-Вегас. Эти группировки: «Легион Цезаря» (англ. Caesar's Legion) — группа работорговцев, придерживающихся стилистики Древнего Рима, «Новая Калифорнийская Республика» (англ. New California Republic) — экспансионистское военное правительство, «Мистер Хаус» (англ. Mr. House) — загадочный де-факто правитель Нового Вегаса и командующий армией роботов, патрулирующих город. Каждая из этих сторон нацелена на контроль над плотиной Гувера, которая во время, в котором происходит действие игры, находится в работоспособном состоянии и продолжает снабжать Юго-Запад США электроэнергией и чистой, не радиоактивной водой. Таким образом, контроль над плотиной обуславливает контроль над всем регионом. Есть и четвертый вариант: поддержать сторону робота, известного как Yes Man, и добиться превосходства или уничтожить лидеров остальных группировок. Это позволит игроку в одиночку захватить плотину для собственных нужд.
Еще одним примером ролевой игры является серия игр Star Ocean от tri-Ace. В этих играх сюжет не находится под влиянием «морального» мировоззрения как в других ролевых играх, но находится под влиянием «очков дружбы» и «очков взаимоотношений» подобно симуляторам свиданий. Так в игре Star Ocean: The Second Story присутствует 86 различных концовок с сотнями возможных перестановок, что стало эталоном числа возможных концовок в компьютерной игре. Другая заметная вариация этой системы присутствует в серии игр Sakura Wars, где представлена система разветвляющегося выбора в реальном времени: непосредственно во время события или в диалоге игрок должен выбрать действие или выбрать ответ за отведенный лимит времени, либо не делать выбор в течение этого времени. Выбор (или отсутствие выбора) игрока влияет на взаимоотношения игрового персонажа с другими персонажами и, в свою очередь, на направление развития сюжета и его концовку. В вышедших позднее играх серии система получила некоторую вариативность посредством задания «интенсивности действия», которая может быть уменьшена или увеличена соответственно игровой ситуации. «Интенсивность действия» игрок регулирует посредством аналогового стика. Диалоговая система подобного типа позже появились также в игре Alpha Protocol жанра Action/RPG, изданной Sega.
Также существует подход, при котором нелинейный разветвляющийся сюжет сочетается с концепциями путешествия во времени и параллельных вселенных. Среди ранних попыток реализации этого подхода можно назвать ролевые игры серии Chrono от Square, которые выходили с 1995 по 1999 годы, а также визуальный роман 1996 года YU-NO: A Girl Who Chants Love at the Bound of this World от ELF Corporation. В игре Radiant Historia эта концепция имеет большую глубину проработки, давая игроку возможность свободного перемещения вперед и назад по временной шкале для того, чтобы менять ход истории, причем любой выбор или действие игрока существенно влияет на временную шкалу. Игрок может вернуться в определенный момент истории и «прожить» заново определенные события, чтобы впоследствии изменить свой выбор и наблюдать за тем, какое это оказывает влияние на временную шкалу. Помимо этого игрок имеет возможность перемещения вдоль двух параллельных временных шкал, ввиду чего может получить множество различных параллельных концовок. В версии игры Tactics Ogre: Let Us Cling Together для игровой приставки PlayStation Portable представлена система World (с англ. — «мир»), которая позволяет игроку возвращаться к ключевым моментам сюжета для возможности менять свой выбор, чтобы наблюдать за тем, каким образом окончится сюжет в таком случае. В игре Final Fantasy XIII-2 также представлена система, подобная системе нелинейного путешествия по времени из Radiant Historia.

## Дизайн уровней
Игровой уровень или мир может быть линейным, нелинейным или интерактивным. В линейных играх предусмотрен только один проход через уровень, через который должен пройти игрок. В играх с нелинейным геймплеем игрокам может требоваться повторно посещать отдельные локации, либо выбирать из разнообразия путей для завершения уровня.
Подобно другим игровым элементам, линейный дизайн уровней не является догмой. Хоть некоторые уровни игры могут давать игроку свободу исследования или возможность возврата, в игре могут существовать предопределенные последовательности заданий, которые игрок должен выполнить для завершения уровня. В линейных играх игрок должен выполнять эти задания в определенной последовательно, в нелинейных играх ему предлагается множество способов для выполнения этих заданий.
Более линейные игры требуют, чтобы игрок закончил каждый отдельный уровень в установленной последовательности. Способность выбирать между уровнями, повторять или пропускать их делает игру менее линейной. Когда уровень является достаточно большим и не ограниченным во времени, он может быть описан как «песочница». Ранним примером этого является игра Super Mario Bros., в ней игрок может посредством «зон деформации» (англ. warp zones) пропустить несколько уровней игры.
В некоторых играх дизайн уровня (линейный или нелинейный) зависит от целей на этом уровне. Super Mario 64 является примером игры, где основные уровни нелинейные, тогда как уровни, где встречается Боузер ближе к завершению становятся прямолинейными.

### Открытый мир и режим песочницы
В случае, если уровень очень большой или даже неограниченный, он может быть описан как открытый мир.
В случае, когда игра предоставляет разнообразие способов воздействия на игровое окружение, она может быть описана как «песочница».
После появления игр, сочетающих открытый мир и элементы песочницы, слово «песочница» стали нередко употреблять в качестве синонима открытому миру, однако употребление этого термина в таком контексте некорректно.
Примеры геймдизайна открытого мира известны с 1980-х годов, к которым относят игру Elite.
В подобных играх часто применяется процедурная генерация среды.
В играх с режимом песочницы игрок может отключить игровые цели, их игнорировать или обладать неограниченным доступом к некоторым предметам.
Это открывает возможности, которые не задумывались геймдизайнером.
Режим песочницы, присутствующий в факультативном виде в играх, ориентированных на достижение цели, отличается от неограниченных игр, где нет определенной цели, как, например, SimCity или Garry’s Mod.